# ヘレツリート
ヘレツリート (ドイツ語: Heretsried) は、ドイツ連邦共和国バイエルン州シュヴァーベン行政管区のアウクスブルク郡に属す町村（以下、本項では便宜上「町」と記述する）である。

## 地理

### 位置
この町は、アウクスブルクの北西約 15 km の、アウクスブルク＝ヴェストリヘ・ヴェルダー自然公園内のホルツヴィンケルに位置している。

### 自治体の構成
この町は3つのゲマインデタイル（地理上の地区）からなる。
- ヘレツリート
- ラウターブルン
- モンブルク

## 歴史

### 自治体成立まで
首邑ヘレツリートの最初の文献記録は、1242年に司教ジボート・フォン・ゼーフェルトがこの村をホルツェン修道院に編入した際のものである。この村は、キルヒベルク城の麓にあった小集落ハウゼンの住民が13世紀に移り住んだ可能性がある。ハウゼンはそれまでヘレツリートとともに教区を形成していた。1310年にハウゼンの司祭がヘレツリートに移った。1484年にホルツェン修道院が、それまでアウクスブルクの貴族イルズング家が一時的に所有していたこの村を買い戻した。1538年に修道院長アポロニア・ヴィーデマンの命令によりこの村に教会が建設された。三十年戦争の間、1636年にヘレツリートはスウェーデン軍に焼き払われた。ある報告によれば、この村で生き延びたのはわずか6人で、死者の方が生存者よりも多かった。1722年、新しい教会が建築家ハンス・ゲーエルク・ラートミラーによって建設された。
世俗化後、修道院の所領、それまでアウクスブルク司教領政府が有していたそれに対する高権、ブルガウ辺境伯が所有していた上級裁判権は、1802年にホーエンツォレレン＝ジグマリンゲン侯アントン・アロイスのものとなった。1803年の帝国代表者会議主要決議以後、この町はバイエルンに属した。バイエルン王国の行政改革に伴う1818年の自治体令によって現在の自治体が形成された。町は1992年に750年祭を祝った。

### 町村合併
バイエルン州の地域再編に伴い、1978年5月1日にラウターブルンと、廃止されたアファルテルンのモンブルク地区がこの町に合併した。

## 住民

### 人口推移
1988年から2018年までの間にこの町の人口は、942人から990人まで、48人、約 5.1 % 増加した。

## 行政
この町はヴェルデン行政管区に属している。

### 議会
この町の議会は8議席の議員と町長で構成される。

### 首長
ハインリヒ・イェックレ (Wahlgemeinschaft) が2014年からこの町の町長を務めている。彼は2020年3月15日の町長選挙で 92.3 % の支持票を獲得して、さらに6年間の任期を得た。

### 紋章
図柄: 赤地に直立した金の剣。その両側に、向かって左には内側に向いて渦を描くアージェント銀の修道院長杖、向かって右には内側を向いた銀の鍬が描かれている。
紋章の由来: ヘレツリートは、ラウヘン・フォルスト（森）北縁の開墾集落であった。紋章に描かれた銀の鍬はこれを示唆している。1242年の史料にはヘレツリートの教区教会がトゥールの聖マルティンに献堂されたことが記録されている。紋章の聖マルティンの剣は、町の教会の守護聖人を意味している。修道院長杖は、この町とホルツェン修道院との緊密な結びつきを印象づけている。
この紋章は1962年から使用されている。

## 文化と見所

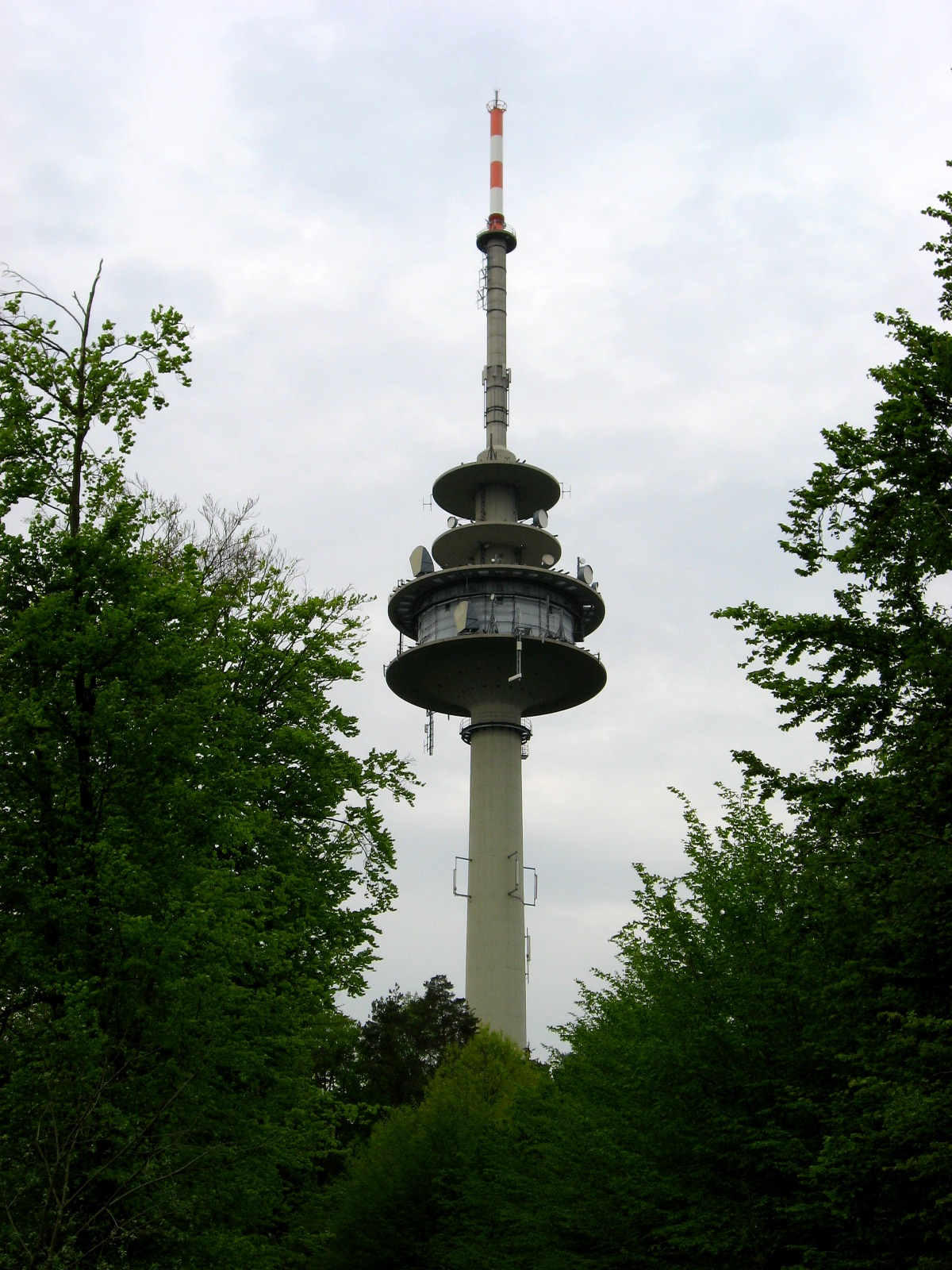
ヘレツリート通信塔

### 建造物
- ヘレツリート通信塔

## 雑学
ヘレツリートは固有の郵便番号を持たず、ヴェルデンと同じ 86465 を用いている。これはドイツの独立した自治体としては珍しい例の1つである。